# Ernst Kühlbrandt (Maler)

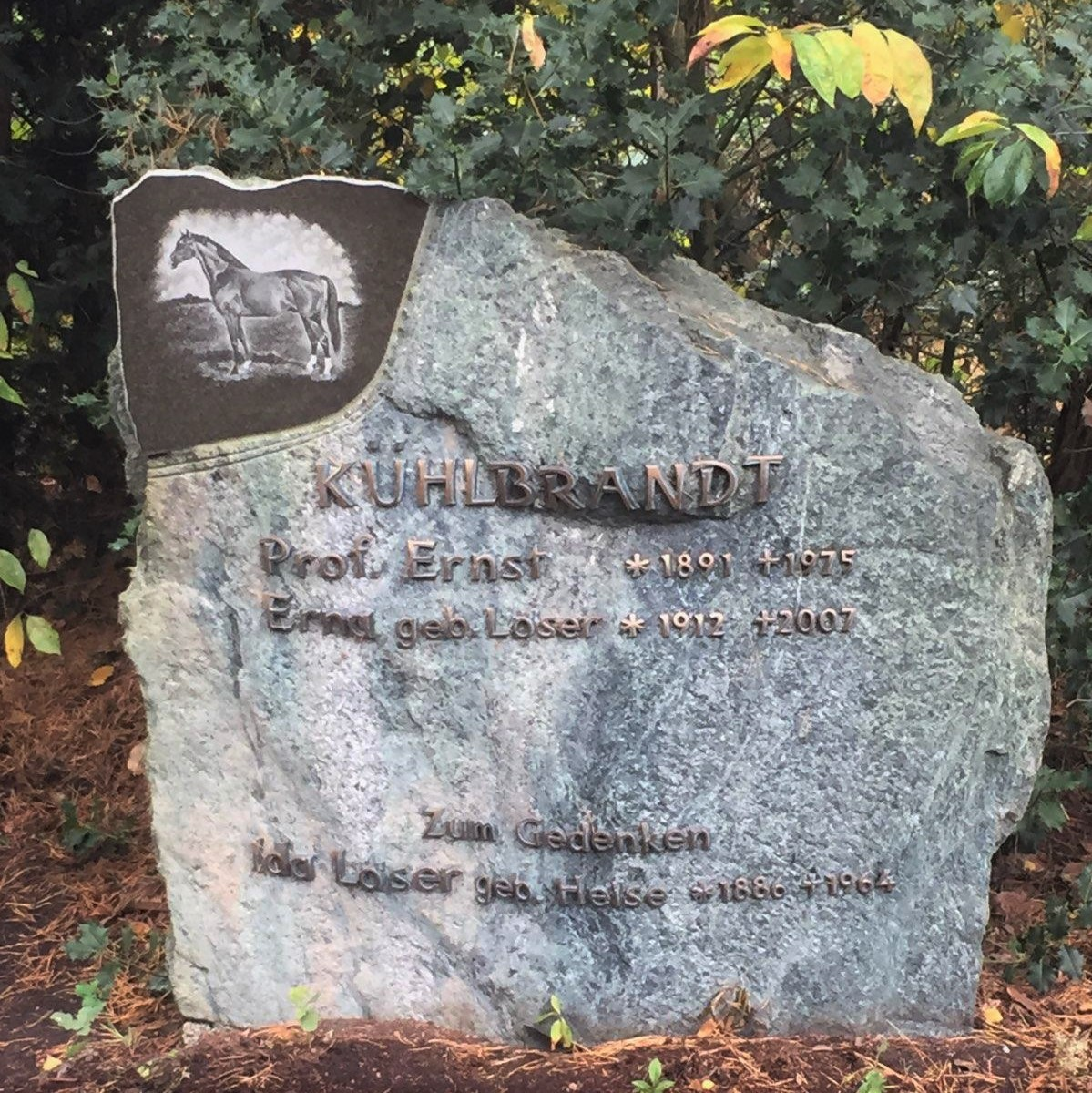
Grab Kühlbrandts auf dem Verdener Waldfriedhof

Ernst Kühlbrandt (* 9. Januar 1891 in Kronstadt, Österreich-Ungarn; † 21. März 1975 in Verden) war ein siebenbürgischer Pferdemaler.

## Leben und Werk
Kühlbrandt war der Sohn des Zeichenlehrers Ernst Kühlbrandt. Er zeigte schon im Kindesalter Interesse an Pferden und zeichnete jene in den Ställen seines Onkels. Er studierte an der Akademie der Bildenden Künste in Budapest und lehrte ab 1918 ebenda. Ab 1919 hatte er eine Professur.
Kühlbrandt lebte ab 1936 in Berlin, wo er in der Luitpoldstraße 41 wohnte, bevor er sich ab 1940 für längere Zeit im Hauptgestüt Trakehnen aufhielt. Der dortige Pferdebestand diente ihm als Motiv für seine Gemälde. Später übersiedelte Kühlbrandt ins niedersächsische Verden, wo er bis zu seinem Tod lebte.
Mit Vorliebe malte er in Aquarell und Öl. Alle von Kühlbrandt bis 1913 geschaffenen Werke wurden im Zuge des Ersten Weltkriegs vom Russischen Reich beschlagnahmt. Im Rahmen diplomatischer Verhandlungen wurden sie 1930 wieder dem Staat Preußen übertragen.
In der Zeit des Nationalsozialismus war Kühlbrandt Mitglied der Reichskammer der bildenden Künste. Er war 1942 und 1943 auf der Großen Deutsche Kunstausstellung in München vertreten.
Nach dem Ende des NS-Staats wurden seine Bilder von der Sowjetunion verwaltet. Laut Trakehner Verband befinden sich neun seiner Werke heute im russischen Kirow. Alle weiteren Gemälde gelten als verschollen. Auch nach dem Zweiten Weltkrieg fertigte Kühlbrandt zumeist Auftragsmalereien von Trakehner Pferden an.
Kühlbrandt war verheiratet.

## Werke (Auswahl)

### Tafelbilder
- "Wildling", Sieger im Braunen Band (Öl; 1942 auf der Großen Deutschen Kunstausstellung)[4]
- Porträt des Vollbluthengstes Biribi (Öl; 1943 auf der Großen Deutschen Kunstausstellung)[5]

### Buch-Illustrationen
- Hippolyt Graf Von Norman Senior: Unser Pferd. Band 1. Limpert Verlag, Berlin 1938, OCLC 313167990.
- Hippolyt Graf von Norman Senior: Unser Pferd. Band 2. Limpert Verlag, Berlin 1938, OCLC 313168003.
- Hippolyt Graf von Norman Senior: Jagdreiten. Verlag J. Neumann, Neudamm 1940, OCLC 72311401.